# 维克多·特纳
维克多·威特·特納 （Victor Witter Turner，1920年5月28日—1983年12月18日），蘇格蘭文化人類學家，因他的象徵、儀式與通過儀式的研究作品而聞名。他的作品，連同克利弗德·格爾茨和其他學者的作品，往往稱為象徵人類學或象徵與詮釋人類學。

## 生平與研究興趣
特納生於蘇格蘭格拉斯哥，最初在倫敦大學學院研究詩學與古典學，但在二次世界大戰期間，他激起對人類學的興趣，並就讀曼徹斯特大學的人類學研究所。特納對「社會劇」的興趣是自發的，其基礎根植於肯尼士·伯克 (Kenneth Burke)與厄文·高夫曼這兩位先行者。
1950年至1954年間，特納與妻子愛迪絲（Edith Turner）在非洲中部的恩丹布部族（Ndembu）從事研究工作。當特納觀察恩丹布人時，他著迷於他們的儀式與通過儀式。他在1955年完成了他的博士學位。如同當時在他同一時代的許多曼徹斯特學派人類學家，他也關注衝突，並創造社會劇這個新概念，以解釋恩丹布村民的衝突與危機調解所具有的象徵意義。特納在他的學術生涯中探討儀式。在芝加哥大學擔任教授期間，特納開始將他的儀式及通過儀式的研究，運用於研究世界宗教和宗教英雄的生活。

特纳深入研究了阿诺德•范•热内普通过仪式中的三重结构以及关于阈限阶段扩展理论。范热内普的结构由前阈限阶段（分离期）、阈限阶段（转型期）、以及后阈限阶段（重整期）组成。特纳指出，在阈限期，转型状态位于前后两个阶段之间，个人处在悬而未决的状态，既不再属于从前所属的社会，也尚未重新整合融入该社会。阈限期是一个临界边缘(limbo)，一个模糊时期，以谦卑、遁世、测试、性别模糊以及共同体(communitas)为主要特征。
特納也是一個專心致志的民族誌研究者（ethnographer），他不斷沉思他的書籍與文章中的撰寫技巧。他兼容並蓄從其他理論家借來的各種概念，他熱切地要求他所發展的思想，能呈顯民族誌資料；他並不是一位為了理論而提出理論的學者。關於他的這個態度，有一個強力的例子，可見諸於下列這本書的第一段：《戲劇、田野與隱喻：人類社會中的象徵行動》（Dramas, Fields, and Metaphors: Symbolic Action in Human Society）（1974）。他在那裡寫道，
 在我(的研究興趣)從社會生活的經驗，轉移到概念化與思想史的這個過程中，我幾乎依循了各地人類學家的路徑。雖然我們將理論帶到田野研究中，但這些理論只有在足以呈顯社會現實，才會變得有所關聯。此外，我們往往經常發現的是，足以呈顯事實的並不是一位理論家的整個理論體系，而是他分散的概念，他的一閃而過的洞察，這是從有系統的脈絡中所抽取出來的，並且適用於分散的資料。這樣概念具有其本身的特性，並可能會產生新的假設。它們甚至呈現分散的資料如何被有系統地連結！透過某些龐大的邏輯系統而被隨機分派，這些概念類似在一個尚無法食用的麵團之中，具有營養的葡萄乾。這些直覺洞察，並不是連結它們彼此的邏輯細胞，而是在田野經驗中，往往會存續下來的東西。 

特納的儀式研究作品，已成為二十世紀人類學最具影響力的理論之一；但最近這個「特納學派的理論典範」已受到挑戰。約翰·艾德（John Eade）與麥可·沙諾（Michael J. Sallnow）在他們的作品《爭論神聖性》（Contesting the Sacred）（1991），援引特納的集體中介性概念，直接反對它（簡言之，將這個概念視為理想化的概念）；最近一本由約翰·艾德與西蒙·寇曼（Simon Coleman）所編的朝聖研究論文集：《重新建構朝聖：移動中的文化》（Reframing Pilgrimage: Cultures in Motion）（2004），暗示特納的作品已使得朝聖這個議題受到忽視，不再是人類學的一個研究領域，這是因為特納的主張，朝聖，由於其本身的中介性本質，是超乎平常的，而且不是日常生活的一部分（也因此並不構成日常社會的一個成分）。
表演研究（Performance studies，又譯為「人類表演學」）學者李察·史切契納（Richard Schechner，台灣譯為理查‧謝喜納）引用了特納對於社會劇與中介性的理論，直到特納去世之前，兩人曾協同工作。特納的作品（連同其他學科）在1990年代到2000年代已重新浮上檯面，已被證實是社會科學的一個重要部分。
特納的妻子愛迪絲·特納，也建立並發展一些創新概念，以補足中介性、集體中介性與儀式過程等概念。她目前是維吉尼亞大學的講師，以及《人類學與人文主義》（Anthropology and Humanism）這本期刊的編輯。

## 特納撰寫的書籍
- 《象徵的森林：恩丹布人儀式諸面向》The Forest of Symbols: Aspects of Ndembu Ritual (1967), Cornell University Press 1970 paperback: ISBN 0-8014-9101-0
- 《一個非洲社會的分支與延續》Schism and Continuity in an African Society (1968), Manchester University Press
- 《儀式過程：結構與反結構》The Ritual Process: Structure and Anti-Structure (1969), Aldine Transaction 1995 paperback: ISBN 0-202-01190-9
- 《戏剧、田野與隱喻：人類社會中的象徵行動》Dramas, Fields, and Metaphors: Symbolic Action in Human Society (1974), Cornell University Press 1975 paperback: ISBN 0-8014-9151-7
- 《基督教文化的意象與朝聖》Image and Pilgrimage in Christian Culture (1978), Edith L. B. Turner (coauthor), Columbia University Press 1995 paperback: ISBN 0-231-04287-6
- 《從儀式到劇場：人類表演的認真程度》From Ritual to Theatre: The Human Seriousness of Play (1982), PAJ Publications paperback: ISBN 0-933826-17-6
- 《中介狀態、卡巴拉與媒體》Liminality, Kabbalah, and the Media (1985), Academic Press
- 《人類學的表演研究》The Anthropology of Performance (1986), PAJ Publications paperback: ISBN 1-55554-001-5
- 《人類學的經驗研究》The Anthropology of Experience (1986), University of Illinois Press 2001 paperback: ISBN 0-252-01249-6

## 關於特納的書
- Graham St John (ed.) 2008. 特納與當代文化展演 Victor Turner and Contemporary Cultural Performance （页面存档备份，存于）. New York: Berghahn. ISBN 1845454626.

## 外部連結
- 特納 Victor W. Turner, by Meranda Turbak
- 特納 Victor Turner, by Beth Barrie （页面存档备份，存于）
- 儀式、反結構與宗教：對特納的過程象徵分析的討論Ritual, Anti-structure, and Religion: A Discussion of Victor Turner's Processural Symbolic Analysis, by Mathieu Deflem （页面存档备份，存于）
- 集體中介性與古典希臘劇場 Communitas and classical Greek ritual theatre on www.mysticism.nl （页面存档备份，存于）